# Otaromia lugubris
Otaromia lugubris är en skalbaggsart som först beskrevs av Leon Fairmaire 1893.  Otaromia lugubris ingår i släktet Otaromia och familjen långhorningar.
Artens utbredningsområde är Kenya. Inga underarter finns listade i Catalogue of Life.